# Ostodolepis
Ostodolepis brevispinatus es una especie extinta de lepospóndilo (perteneciente al grupo Microsauria) que vivió a comienzos del período Pérmico en lo que hoy son los Estados Unidos.